# Foieni
Foieni (węg. Mezőfény, niem. Fienen) – wieś w Rumunii, w okręgu Satu Mare, w gminie Foieni. W 2011 roku liczyła 1840 mieszkańców. 